# Lysophosphatide
Lysophosphatide bzw. Lysophospholipide sind Ester der Phosphorsäure mit Acylglycerinen u. a., die nahe der Phosphatgruppe eine freie Hydroxygruppe haben. Sie gehören zu den Phospholipiden und besitzen eine Acylgruppe weniger als die meisten Phospholipide.
Biologisch wichtige Verbindungen dieser Gruppe sind Sphingosin-1-phosphat, Lysophosphatidylinositol, Lysophosphatidsäure (lysophosphatidic acid, LPA) und Lysophosphatidylcholin (LPC). Diese Verbindungen haben eine große und äußerst vielschichtige Bedeutung für die intrazelluläre Signaltransduktion wie auch die extrazelluläre Signalübermittlung.
Für Sphingosin-1-phosphat existieren im Menschen fünf verschiedene Rezeptoren (S1P1-5). S1P1-Agonisten stellen eine neue Klasse von Immunsuppressiva dar.